# 程國仁
程國仁（1764年—1824年），字濟棠，號鶴樵，祖籍安徽歙县槐塘，迁居河南省商城县大别山脚下卢店村。

## 生平
乾隆二十九年（1764年）生，乾隆五十九年（1794年）甲寅恩科河南乡试第一名（解元），嘉庆四年（1799年）己未科二甲第一名进士（传胪），選庶吉士，散館授編修。曾督广东學政，狀元林召棠是其門生，歷官都察副御史、浙江巡抚、山东巡抚、陕西巡抚，官至刑部侍郎、贵州巡抚。道光四年（1824年）去世。卒葬河南商城伏山乡杨桥村花塆。
程国仁之子程家督（程小鹤），为嘉庆十年（1805年）乙丑科进士。